# Trụ trên lá mầm
Trụ trên lá mầm là một bộ phận rất quan trọng cho giai đoạn đầu của đời sống thực vật. Đây là khu vực của một thân cây giống nằm trên phần cuống của lá mầm của cây phôi. Nó phát triển nhanh chóng, cho thấy sự nảy mầm của thực vật mọc từ dưới đất và mở rộng thân trên bề mặt đất. Trụ trên lá mầm cũng tạo thành một cái móc trong quá trình nảy mầm của thực vật mọc từ dưới đất. Các trụ trên lá mầm sẽ mở rộng và tạo thành đỉnh chồi và lá nguyên thủy hoặc "lá thật đầu tiên", nhưng lá mầm sẽ ở dưới mặt đất.
Trong sinh lý học thực vật, trụ trên lá mầm là chồi phôi phía trên lá mầm. Trong hầu hết các loại thực vật, trụ trên lá mầm cuối cùng sẽ phát triển thành lá của cây. Trong thực vật hai lá mầm, trụ dưới lá mầm là thứ dường như là thân gốc dưới các lá mầm khô héo đã qua sử dụng, và chồi ngay phía trên đó là trụ trên lá mầm. Ở thực vật một lá mầm, chồi đầu tiên nổi lên từ mặt đất hoặc từ hạt giống là trụ trên lá mầm, từ đó các chồi và những chiếc lá đầu tiên xuất hiện.
Sự kéo dài của trụ trên lá mầm được cho là được kiểm soát bởi các tế bào cảm quang phytochrom.